# 謗法
《謗法》 （页面存档备份，存于），為韓國tvN於2020年2月10日起播出的月火連續劇，由《冠軍大叔》的導演金容完與《釜山行》的導演延尚昊合作打造。講述充滿正義感的女記者在揭發韓國最大IT企業「Forest」的秘密過程中，遇上能用詛咒來殺人的超能少女，之後展開一系列鬥爭的故事。2021年7月，推出電影版《謗法：在此矣》。

## 演員陣容

### 主要人物
| 演員                    | 角色   | 介紹 |
| 嚴志媛 （少年：金珠雅） | 林珍熙 | 《中津日報》社會部記者。她從事記者工作15年，專門調查社會的犯罪、政治腐敗、企業不正之風等問題，專門揭露不義的事，是充滿正義感的熱血記者。雖然以不計後果的採訪方式，令她與上司經常發生矛盾，但由於其豐富的經歷，其能力得到了認可。記者後輩們很尊敬她，把她當作榜樣。比起平凡的日常生活，她發生了不能光靠事實就能理解的奇怪的事情。在追蹤韓國最大IT企業「Forest」的暴行事件時，發現該公司存在著可疑的分公司。                                                                                         |
| 鄭知蘇 （童年：李藝嬪） | 白昭袗 | 高中生，只要有某人的照片、漢字名字和隨身物品，就能詛咒別人。她生為巫女有詛咒能力，雖然生來帶着強大神力，但外表和同齡孩子沒什麼兩樣。十年前，爸爸離家出走，做巫婆的媽媽被殺，因此之後在孤兒院生活。由於黑暗的歷史，在本應光明正大的青年時期裏，她變得沉默寡言和意志消沉。大部分時間獨處的她，有時會被朋友們欺負。在只看著陰暗醜陋的一面長大的昭袗面前，珍熙出現了，讓她產生了活下去的力量。與具有常識價值觀的珍熙不同，昭袗是想通過巫術體現正義。因此，曾經不和的兩人逐漸合作，對抗世上的不義事情。 |
| 成東鎰                  | 秦終現 | 韓國最大企業的IT企業「Forest」的會長，長相兇惡恐怖。15年前，他經營一家小流通公司，但因生意失敗而負債累累，令家裏滿佈愁緒。儘管如此，他還是投身到社交網絡事業中，試圖東山再起。此後，他幸運地走上了事業的康莊大道，最終創立了國內備受矚目的IT企業。突然間成爲暴發戶的他，無法用世界上的道理理解自己的成功，於是成為了巫俗信仰的狂熱信徒，在每件事情上都依賴於巫俗的力量。將一生託付給神旨的他，後來站在了離奇事件的核心。                                                                           |
| 趙敏修                  | 進境   | 巫婆，「Forest」的分公司精神顧問公司的社長，以強悍的神技輔佐終現。除了靈驗的能力外，她還有很深的巫俗知識，人脈網絡也很廣。除此以外，她是一個神祕的人物。 |

### 西洞警察署
| 演員   | 角色   | 介紹 |
| 丁文晟 | 鄭成俊 | 珍熙的丈夫，資深刑警，西洞警察署重案組組長，在警察大學畢業，曾在派出所工作。他是一個徹頭徹尾的原則主義者，在調查暴力犯罪事件的同時不違背法律和道理。雖然因此性格與妻子產生了摩擦，但他總是屈服於妻子之下，是一個連家務事都以身作則的模範丈夫。以前，他在代替部下進行潛伏調查的過程中受重傷，行路一拐一拐，此後成為後輩刑警尊敬的對象。他在調查平生第一次遇到的奇怪事件後，價值觀和信念開始動搖，在混亂中對於接連發生的非常識事件，他盡全力進行調查。 |
| 金道允 | 楊鎮秀 | 重案組刑警，成俊的心腹，只要是成俊的指示，他都會不惜違背上級的命令做好。他的妻子懷孕了，一起期盼幸福的家庭生活。在妻子的勸告下，他想要結束危險的警察生活，但由於鄭成俊拜託調查，無法輕易提交辭呈。 |
| 洪正浩 | 李真誠 | 重案組最資深的刑警。雖然因艱苦的刑警生活和經濟上的困難，失去了警察的使命感，但是因為成俊和同事的義氣，他至今仍在維持著警察生活。 |
| 南延佑 | 劉正勳 | 重案組刑警，認為警察是自己的天職，性格耿直，沉着冷靜。 |
| 徐志厚 | 姜英秀 | 重案組年紀最小的刑警，包攬組內不樂意辦的事，相信前輩刑警。很隨從，長得也很可愛。 |

### Forest
| 演員   | 角色   | 介紹 |
| 金珉才 | 李煥   | 「Forest」的常務，終現的左膀右臂，公司的始創人之一。為了人生積累財富的目標，他不惜作出違法的髒事。出人意料的是，他是一個合情理的人物，在法務組工作過，對法律有很深的造詣。 |
| 李中玉 | 千柱奉 | 幫助進境輔佐終現的人，雖然出生在巫俗之家，但由於心性脆弱，無法正常發揮神技。他的性格非常優柔寡斷，非常適合到處被擺佈。                                                     |
| 朴成日 | 閔貞仁 | 「Forest」的編程組組員，最近因結構調整被辭退。此後他成為內部告發者，為調查Forest公司提供了重要線索。                                                                       |
| 李多炫 |        | 秦終現的秘書與公司律師。 |

### 珍熙周邊人物
| 演員   | 角色   | 介紹 |
| 崔秉默 | 金注歡 | 《中津日報》社會部部長，媒體界的精英，一路扶搖直上。作為珍熙的頂頭上司，為了自己的前途，他做好了出賣靈魂的準備。                           |
| 金吝勸 | 金必成 | 徵信所代表。從警察一職退下來後，他開辦了一家名為「都市偵探」的徵信所。因為是警察出身，他解決問題的能力卓越，曾經以警察身份為社會伸張正義。 |
| 高圭弼 | 卓正勳 | 珍熙的助手，在地方大學講授民俗學的教授。得益於日夜專心研究民俗學，他具有很深的知識，為她提供重要情報。                                     |

### 昭袗周邊人物
| 演員   | 角色 | 介紹 |
| 金新綠 | 石熙 | 昭袗的媽媽。受到信任成為巫婆後，她離開了丈夫，從此以後與昭袗單獨生活。因為只有雜神的地位，即使神氣很差，她也能盡一切努力忍受生活的艱辛。 |

### 其他人物
| 演員 | 角色   | 介紹                 |
| 權律 | 李正勳 | 目中無人的財閥三世。 |

## 收視率
| 集數       | 播出日期   | 名稱                              | AGB收視率        | AGB收視率      |
| 集數       | 播出日期   | 名稱                              | 大韓民國（全國） | 首爾（首都圈） |
| ---------- | ---------- | --------------------------------- | ---------------- | -------------- |
| 1          | 2020/02/10 | 방법사（謗法師）                  | 2.492%           | 2.210%         |
| 2          | 2020/02/11 | 괴사전（怪事件）                  | 2.514%           | 2.560%         |
| 3          | 2020/02/17 | 저주의 숲（詛咒林）               | 3.663%           | 4.440%         |
| 4          | 2020/02/18 | 역살（逆煞）                      | 3.535%           | 3.656%         |
| 5          | 2020/02/24 | 아신동 애기도사（峨神洞阿其道士） | 3.016%           | 3.051%         |
| 6          | 2020/02/25 | 주식회사 진경（株式會社進境）     | 3.592%           | 3.584%         |
| 7          | 2020/03/02 | 부적（符藉）                      | 4.203%           | 4.073%         |
| 8          | 2020/03/03 | 신도림（新道林）                  | 5.020%           | 5.509%         |
| 9          | 2020/03/09 | 귀불（鬼佛）                      | 5.188%           | 5.726%         |
| 10         | 2020/03/10 | 도시탐정（都市偵探）              | 6.099%           | 6.790%         |
| 11         | 2020/03/16 | 이누가미（犬神）                  | 4.750%           | 5.341%         |
| 12         | 2020/03/17 | 종현（終現）                      | 6.721%           | 7.329%         |
| 平均收視率 | 平均收視率 | 平均收視率                        | 4.233%           | 4.522%         |

- 收視最低的集數以藍色表示，收視最高的集數以紅色表示，而空格則表示該集的收視沒有相關數據。

## 同時段作品
- SBS 月火連續劇：《浪漫醫生金師傅2》、《無人知曉》
- JTBC 月火連續劇：《檢察官內傳》、《你好德古拉》、《天氣好的話，我會去找你》

## 獎項
| 年度   | 大獎                  | 獎項           | 入圍者 | 結果 |
| ------ | --------------------- | -------------- | ------ | ---- |
| 2020年 | 第3屆亞洲影藝創意大獎 | 最佳原創劇本獎 | 延尚昊 | 獲獎 |

## 外部連結
- 韓國tvN官方網站 （页面存档备份，存于）
- 謗法-DAUM
- 在Netflix上觀看《謗法》

| tvN 月火劇                                  | tvN 月火劇                                   | tvN 月火劇 |
| ------------------------------------------- | -------------------------------------------- | ---------- |
|                                             | （2020年2月10日 – 2020年3月17日）            |            |
| Black Dog （2019年12月16日 – 2020年2月4日） | 一半的一半 （2020年3月23日 – 2020年4月28日） |            |

| 印度尼西亞 tvN Asia 星期二、三 20:50 - 22:05 | 印度尼西亞 tvN Asia 星期二、三 20:50 - 22:05               | 印度尼西亞 tvN Asia 星期二、三 20:50 - 22:05 |
| -------------------------------------------- | ---------------------------------------------------------- | -------------------------------------------- |
|                                              | （2020年2月11日 – 2020年3月18日）                          |                                              |
| Black Dog （2019年12月17日 – 2020年2月5日）  | 想停止的瞬間：About Time （2020年3月24日 - 2020年5月13日） |                                              |